# Pedro Malagueta
Pedro Malagueta (São Filipe de Benguela, Angola, 24 de Janeiro de 1951) é um cantor português.

## Biografia
Estudou em Nova Lisboa (actual Huambo). Foi na "Casa dos Rapazes" que aprendeu música e começou a tocar trompete com o grupo Los Pacificos. Torna-se cantor profissional no grupo Jetters.
A convite de Thilo Krassman é um dos fundadores do grupo Ineditus, com O'Neill, Tony Rato, Zé Machado e Dário, que gravam um LP com versões de êxitos internacionais como "Save All Your Kisses For Me", "Shame shame", etc.
Actua ao vivo em casas míticas como o "Porão da Nau" e o "Frou - Frou". Fica em 3º lugar no Festival Golden Orpheus de Slantchev Briag, na Bulgaria, com "Distant Romance" de Luís Pedro Fonseca e Zornitsa Popova. Em 1977 grava três singles a solo com temas inéditos como "Love Is All Around You" de Fonseca e José Machado e "Somewhere This Summer" de Fonseca, Machado, Krassman e Cristiana Kopke. Integra o grupo Férias que participou no Festival RTP da Canção de 1977. Vence ainda o 1º prémio de elegância promovido por Moda LADA.
Grava a solo o LP "Recordando Nat King Cole" de tributo ao cantor norte-americano.
É o cantor do tema do genérico da versão portuguesa da conhecida série de animação "Era Uma Vez… o Espaço" em 1984. O disco, creditado apenas a Pedro, entra no top 10 nacional de singles.
Participa no Festival da OTI de 1986, como Carlos Pedro, com "Adeus À Praia" que ficou em 15º lugar. No ano seguinte participa no Internationalen Liederfestival "Menschen und Meer", realizado em Rostock - Alemanhã Democrática, e lança o single "É Laranja" pela editora Edisom.
Actua no bar Xafarix e é um dos fundadores da Heartbreakers Soul Band que chega a gravar um LP em 1989 com versões de clássicos da música soul. O disco teve produção do músico Luís Represas e foi lançado pela EMI-Valentim de Carvalho. Em 1990 é editado um disco do Orfeão Dr. Edmundo Machado de Oliveira de apoio à Unicef que também contou com a colaboração de Teresa Salgueiro e Theresa Maiuko.
É um dos cantores residentes do programa "Regresso ao Passado" de Júlio Isidro nas tardes da RTP.
Participa também no espectáculo "Viva Mozart" do Casino Estoril (1992) que contou com a participação da soprano lirica Nicola Railton.
Entra no espectáculo de inauguração do Atrium Bar do Casino da Póvoa realizado em 1998. Ainda no Casino da Póvoa participa nos espectáculos "Imagens d´Ouro e Prata Show" (de 1999, e com a soprano lirica romena Mª Magdalena Oprea) e "Puro Cubano Show" (em 2002).

## Palmarés
- Festival "Slantchev Briag" - 3º lugar
- Moda LADA - 1º prémio de elegância
- Festival da OTI 1986 - "Adeus À Praia".
- Internationalen Liederfestival "Menschen und Meer" 1987

## Discografia
- Somewhere This Summer/ Distant Romance (Single, Movieplay, 1977) SP-26.004
- Love Is All Around You /You´re my only love (Single, Movieplay, 1977) SP-26.012
- I Still Believe/It Was Only yesterday (Single, Movieplay, 1977)
- Era Uma Vez… o Espaço (Single, CBS, 1984)
- É Laranja (Single, Edisom, 1987)
- Recordando Nat King Cole (LP, Movieplay, 1986)
- Disco do Orfeão Dr. Edmundo Machado de Oliveira de apoio à Unicef (LP, EMI, 1990)
- A Pequena Sereia (LP, Lusomundo, 1996)

Grupos
- 10 Grandes Êxitos - INEDITUS (LP, Movieplay, 1976)
- Férias - Férias  (Single, 1977)
- Heartbreakers & Soul - Heartbreakers Soul Band (LP, EMI, 1989)
- Arte Bit Soul Band

## Dobragens
- Era Uma Vez… o Espaço - Tema de Abertura
- A Pequena Sereia - Sebastião
- A Pequena Sereia (série) - Sebastião
- A Pequena Sereia 2: Regresso ao Mar- Sebastião
- O Segredo da Pequena Sereia- Sebastião
- O Livro da Selva - Rei Lu
- Os Aristogatos - Rufia
- O Gangue dos Tubarões - Bernie
- Astérix e os Vikings